# 獵鹿賽局
獵鹿賽局（英語：stag hunt）是一種描述安全與社會合作之間的衝突的博弈，又稱保证型博弈（assurance game）、協調博弈（coordination game）、信任困境（trust dilemma），由让-雅克·卢梭所描述，是一种非零和博弈。在这一场景下，两名猎人一起去打猎，他们可以猎取鹿，也可以猎取野兔。鹿需要两个人合作才能获取，野兔一个人就可猎得，但猎鹿所得的收益大于猎野兔所得的收益。猎鹿赛局和囚徒困境最大区别之一，在于当双方都不合作时所获得的惩罚相对较小。
|            | 合作 | 背叛 |
| 合作       | 5, 5 | 0, 3 |
| 背叛       | 3, 0 | 3, 3 |
| 獵鹿賽局例 |      |      |